# اسکای‌جت

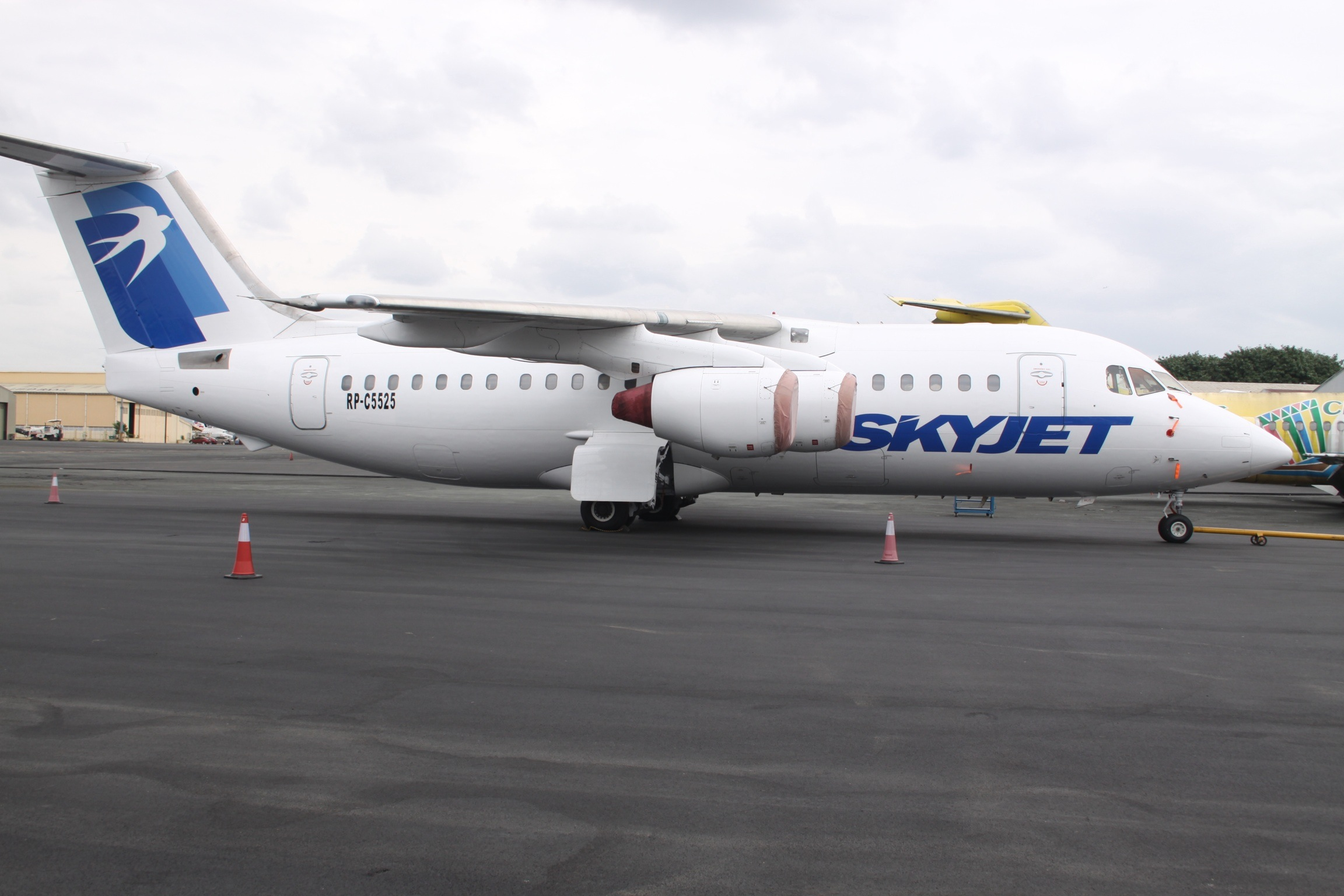
یک هواپیمای شرکت اسکای جت

اسکای‌جت (به انگلیسی: SkyJet) یک شرکت هواپیمایی با کد یاتا M8 است که در تاریخ ۲۰۰۵ میلادی تأسیس شده و در تاریخ ۱۴ دسامبر ۲۰۱۲ فعالیتش را آغاز کرده‌است. این شرکت هواپیمایی به ۳مقصد، پرواز مستقیم انجام می‌دهد.